# Museum für Ermland und Masuren

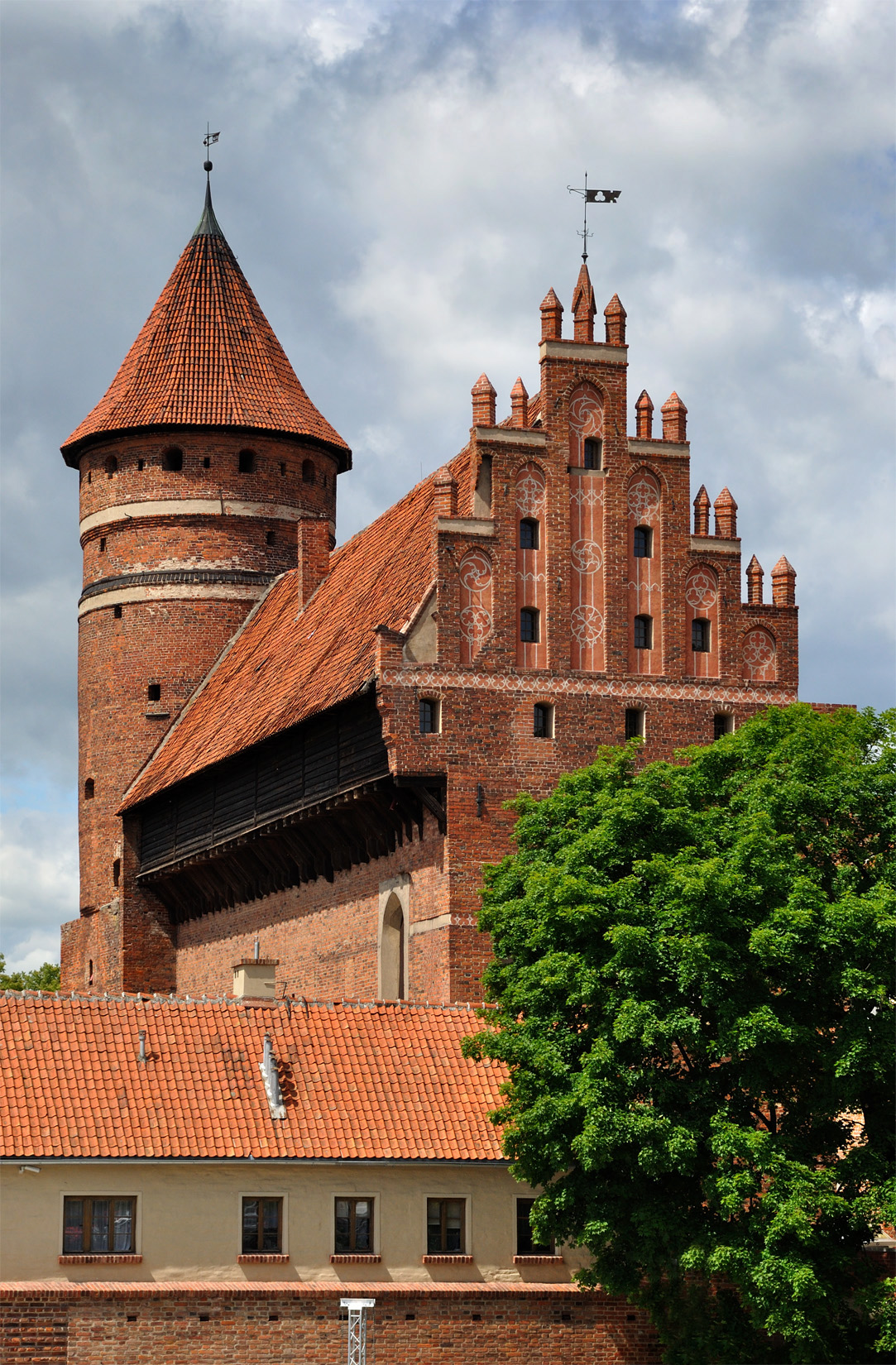
Burg Allenstein

Das Museum für Ermland und Masuren (polnisch Muzeum Warmii i Mazur) befindet sich seit 1921 in der Burg Allenstein, dem ehemaligen Sitz der Kanoniker des Domkapitels im Ermland.

## Geschichte
Das Museum wurde im Juli 1921 als Heimatmuseum eröffnet. Es stand unter der Leitung des Archäologen Leonhard Fromm und des Lehrers der Allensteiner Luisenschule Hugo Hermann Gross.
Am Ende des Zweiten Weltkrieges wurde das Museum am 29. März 1945 vom Maler und Kunsthistoriker Hieronim Skurpski (1914–2006) übernommen. Zuerst trug es den Namen „Muzeum Mazurskie“ (Masurisches Museum), seit 1975 wird es „Muzeum Warmii i Mazur“ (Museum für Ermland und Masuren) genannt. Hieronim Skurpski leitete das Museum bis 1964.
Die Sammlung des Museums betreffen hauptsächlich Exponate aus den Gebieten der Archäologie, Geschichte, Numismatik, Kunst, Literatur, Volkskunst und des Kunsthandwerks. Die Sammlungen stammen aus den ostpreußischen Museen, vor allem aus dem Allensteiner Heimatmuseum. Die Ausstellungsstücke sind in die Bereiche gotische Skulptur, ermländische Sakralkunst, niederländische Porträtmalerei,  Kannengießerei, Rotgießerei und zeitgenössische Grafik aufgeteilt. Sie umfassen insgesamt 103.000 Gegenstände aller Art.
Die Sammlungen werden in Räumen ausgestellt, die ehemals dem Verwalter der Güter der Allensteiner Domkapitels dienten. Diesen Posten bekleidete in den Jahren 1516 bis 1521 Nikolaus Kopernikus. Auf der Wand des Kreuzgangs befindet sich eine Tafel aus dem Jahr 1517, ein eigenhändiges Werk des Astronomen. In der Bibliothek des Museums wird das einzige in Polen existierende medizinische Inkunabel aus der Bibliothek Kopernikus’ aufbewahrt.
In den Sammlungen der Bibliothek befinden sich auch Werke von Johann Baptist Homann und Christoph Hartknoch.
Das Museum verfügt über sieben Zweigstellen:
- Naturkundemuseum in Olsztyn (Allenstein)
- Ermländisches Museum in Lidzbark Warmiński (Heilsberg)
- Das wiederaufgebaute Haus der „Gazeta Polska“ in Olsztyn
- Galerie „Zamek“ (Die Burg) auf der Burg Rößel (Reszel)
- Johann-Gottfried-Herder-Museum im Dohna-Schlösschen in Morąg (Mohrungen)
- Masurisches Museum in Szczytno (Ortelsburg)
- Museum in Mrągowo (Sensburg)